# Kevin Spacey (singolo)
Kevin Spacey è un singolo del rapper italiano Caparezza, pubblicato il 27 gennaio 2012 come quinto estratto dal quinto album in studio Il sogno eretico.

## Descrizione
Caparezza introduce il brano informando gli ascoltatori che dopo averlo sentito avrebbero avuto il motivo giusto per odiarlo, dopodiché, rappando, inizia a raccontare i finali di molti film famosi, parte dei quali hanno avuto Kevin Spacey nel cast di attori.

### Film citati
- American Beauty
- Armageddon - Giudizio finale
- Disturbia
- Fight Club
- Hachiko - Il tuo migliore amico
- I soliti sospetti
- Il codice da Vinci
- Il curioso caso di Benjamin Button
- Io & Marley
- La finestra sul cortile
- La moglie del soldato
- La passione di Cristo
- L'esercito delle 12 scimmie
- L'Impero colpisce ancora
- Profondo rosso
- Psyco
- Saw - L'enigmista
- Seven
- Shutter Island
- Sid & Nancy
- Superman Returns
- The Others
- The Blair Witch Project - Il mistero della strega di Blair
- The Game - Nessuna regola
- The Jackal
- The Prestige
- The Sixth Sense - Il sesto senso
- Un perfetto criminale

## Video musicale
Il videoclip, diretto da Calu e pubblicato il 29 gennaio 2012, è stato girato per le strade di Los Angeles e di New York. Alcune scene si svolgono lungo l'Hollywood Walk of Fame, della quale viene mostrata in particolare la stella dell'eponimo attore statunitense.

## Formazione
Musicisti
- Caparezza – voce
- Alfredo Ferrero – chitarra, sitar, Hughes & Kettner Coreblade
- Giovanni Astorino – basso elettrico, violoncello, direzione orchestra
- Gaetano Camporeale – Rhodes, Wurlitzer, Hammond
- Rino Corrieri – batteria acustica
- Giuliano Teofrasto – tromba, flicorno
- Damiano Tritto – trombone
- Serena Capuano – viola
- Alessandro Terlizzi – contrabbasso

Produzione
- Carlo U. Rossi – produzione artistica, registrazione
- Caparezza – produzione artistica, pre-produzione
- Claudio Ongaro – produzione esecutiva
- Alfredo Ferrero, Gaetano Camporeale – pre-produzione
- Francesco Aiella – assistenza tecnica agli International Sound
- Antonio Baglio – mastering